# رحلة الخطوط الجوية الفرنسية رقم 212 عام 1969
حادث رحلة الخطوط الجوية الفرنسية رقم 212 في عام 1969 يُعد من الحوادث الجوية المأساوية التي شهدتها الخطوط الجوية الفرنسية، حيث تحطمت الطائرة أثناء رحلة ركاب، مما أسفر عن وفاة جميع من كانوا على متنها. شكل هذا الحادث صدمة كبيرة وأدى إلى مراجعة إجراءات السلامة الجوية.

## الحادث
في 3 ديسمبر 1969، كانت رحلة رقم 212 (الخطوط الجوية الفرنسية) قد انطلقت من مطار سانتياغو الدولي، متجهة إلى باريس في فرنسا مرورًا بعدة محطات، منها ليما في بيرو، غواياكيل في الإكوادور، بوغوتا في كولومبيا، كاراكاس في فنزويلا، بوينت بيتري في جزر جوادلوب، ولشبونة في البرتغال. أقلعت الطائرة من مدرج رقم 08R في مطار كاراكاسون في تمام الساعة 19:02 بالتوقيت المحلي (23:02 بتوقيت غرينتش). بعد دقيقة واحدة من الإقلاع، وعلى ارتفاع يقارب 3000 قدم (910 أمتار)، انزلقت الطائرة نحو البحر وغرقت في عمق 160 قدمًا من الماء.[بحاجة لمصدر]
لا تزال أسباب هذه الكارثة مجهولة، إذ لم يصدر مكتب التحقيقات الفرنسي في حوادث الطيران (مكتب التحقيقات في حوادث الطيران) تقريرًا رسميًا عن الحادث. الوثائق المتعلقة بالتحقيق محفوظة في الأرشيف الوطني الفرنسي تحت الأرقام 19880360/49 و19880360/50، ولن تُفرج عنها حتى عام 2029، بعد مرور ستين عامًا على الحادث. ومع ذلك، في يوليو 2017، طالبت عدة نقابات طيارين بفتح هذه الملفات في وقت مبكر.
نشأت حول الحادث عدة نظريات مؤامرة، منها مناورات لتفادي تصادم مع طائرة أخرى من طراز أفرو 748 تلاها فقدان السيطرة، أو تفجير، أو فقدان التوجيه الفضائي، أو حريق خلال الرحلة، أو عطل في المحركات، أو تلوث الوقود. كما تشير وثائق مصنفة سرية من مكتب التحقيقات الفرنسي وإدارة شرطة باريس إلى احتمال وقوع انفجار ناجم عن قنبلة على متن الطائرة. لو ثبت أي من هذه الاحتمالات، لكان هذا الحادث أول عمل إرهابي يستهدف الطيران المدني الفرنسي، وأحد أوائل الهجمات على الطائرات المدنية في العالم.[بحاجة لمصدر]

## ضحايا الحادث
قُتل جميع الأشخاص الـ62 على متن الطائرة، ومن بينهم:
- 11 من أفراد الطاقم (4 من طاقم القيادة و7 من مضيفي الطيران)؛
- 51 راكبًا، بينهم 10 من أفراد الطاقم في وضع “موت هيدينغ” (4 من طاقم القيادة و6 من مضيفي الطيران).